# Elsie Garrett Rice

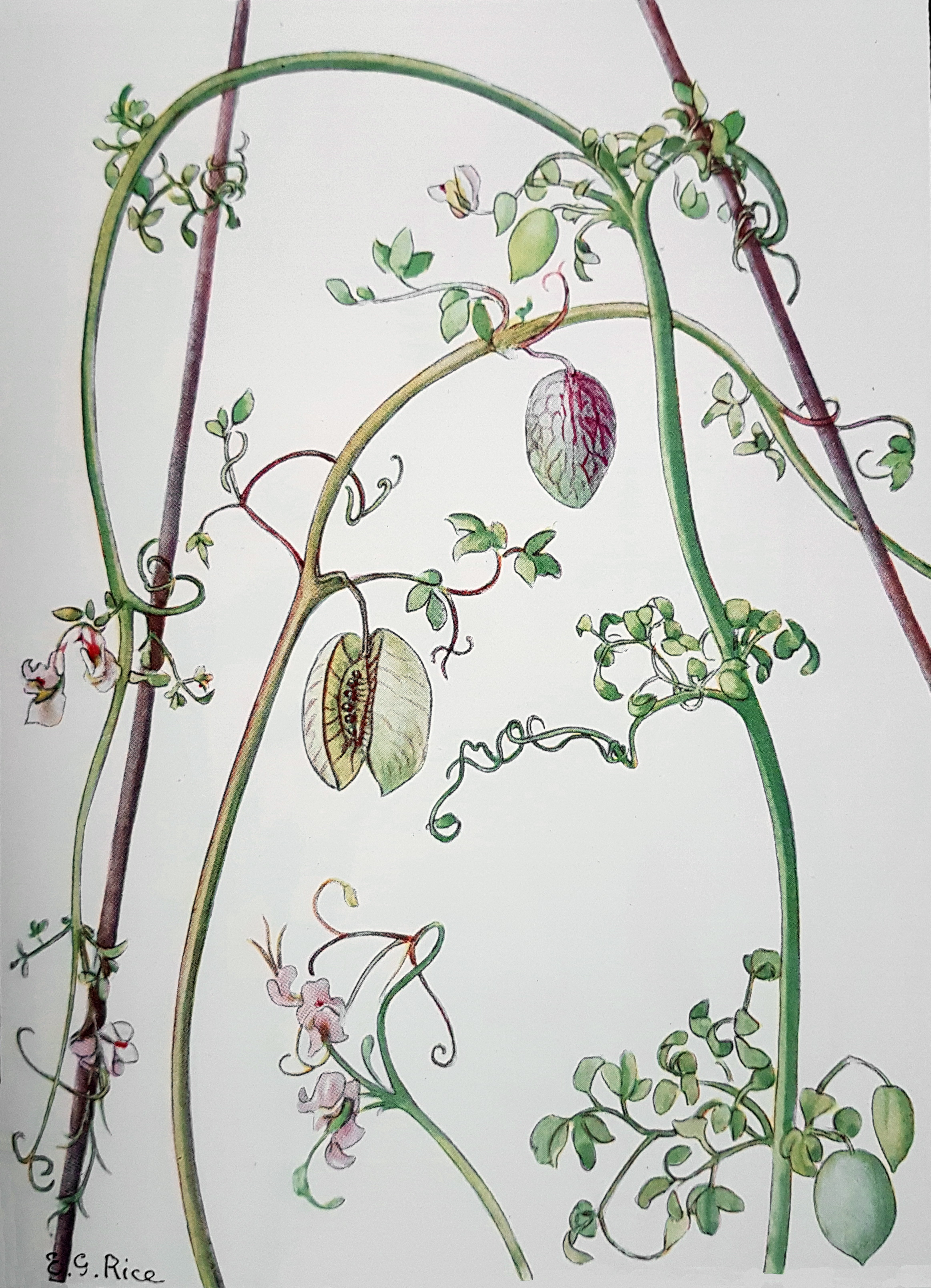
Cysticapnos vesicaria from 'Wild Flowers of The Cape of Good Hope'

Elsie Garrett Rice (25 tháng 11 năm 1869 tại Elton, Derbyshire - ngày 27 tháng 4 năm 1959 tại Cape Town) là một nghệ sĩ thực vật người Anh gốc Phi, con gái của Mary Gray và Reverend John Feydell Garrett.
Elsie và em trai sinh đôi John Herbert Garrett đã chịu phép báp têm tại Elton vào ngày 16 tháng 1 năm 1870. Bà và ba anh chị em của cô, John, Edmund và Amy, mồ côi khi còn nhỏ và được nuôi dưỡng bởi hai người anh em họ của họ, Millicent Fawcett và Agnes Garrett. Millicent đã hoạt động trong phong trào Suffragist và đã kết hôn với Sir Henry Fawcett, từng là Postmaster-General, người đã bị mù trong một tai nạn săn bắn.
Bà học tại Trường Nghệ thuật Slade và ở Florence trước khi giảng dạy tại trường Bedales, được thành lập bởi anh rể John Badley (1865-1967). Tại Bedales, bà gặp người chồng tương lai của mình, Charles Emmanuel Rice (1865-1949), hiệu trưởng trường King Alfred, Hampstead. Năm 1901, bà sống với chồng và một con trai và một con gái ở Hampstead. Vào năm 1911, Elsie, là một giáo viên nghệ thuật 41 tuổi và sống tại Steep, Hampshire cùng với chồng 45 tuổi và hai đứa con, Gabriel Edmund 11 và Agnes Rosemary 10, cả hai đều sinh ra ở Hampstead. Charles Rice đủ điều kiện làm bác sĩ vào năm 1918.
Elsie trở nên xa cách với chồng và chuyển đến Nam Phi vào năm 1933, lúc đầu sống ở Rondebosch và sau đó chuyển đến Camps Bay cùng con gái Rosemary Agnes Hawthorne và con rể là Charles Barnard Hawthorne, người đã kết hôn ở Coventry năm 1923, và đi theo Elsie đến Cape Town năm 1934.